# Coupe de Ville
Pour plus de détails, voir Fiche technique et Distribution.
Coupe de Ville est une comédie dramatique américaine réalisée par Joe Roth, sortie en 1990. Cette comédie a eu un succès limité, avec une recette de seulement 715 983 $ aux États-Unis par exemple. Tourné entre mai et juin 1989, elle met en scène trois frères — Patrick Dempsey, Arye Gross et Daniel Stern — qui vont apprendre à mieux se connaître, à se redécouvrir, à travers un voyage pour leur père.
Tourné en Floride et en Caroline du Sud, Coupe de Ville est la troisième réalisation de Joe Roth, après Streets of Gold (1986) et Les Tronches 2 (1987). Si les deux premiers films furent appréciés par le public et la critique, Coupe de Ville est une déception. En effet, il fut rejeté par le public et la critique, bien que clémente, n'a pas totalement loué les potentielles qualités du film. Il avait bénéficié, néanmoins, d'une grande distribution, dans plusieurs pays.

## Synopsis
Trois frères, Marvin (Daniel Stern), le plus vieux, sergent dans l'United States Army, Buddy (Arye Gross), un timide rêveur, et Bobby (Patrick Dempsey), le cadet, étudiant à l'école réformée, ont pour mission d'amener une Cadillac Coupe de Ville que leur père a acheté pour le cinquantième anniversaire de leur mère, en 1963.
Durant le périple de Détroit à Miami, ils vont se découvrir, chacun, différemment. Enfants, ils se battaient la plupart du temps, mais désormais adultes, ils ne se parlaient plus guère.

## Fiche technique
- Titre : Coupe de Ville
- Réalisation : Joe Roth
- Scénario : Mike Binder
- Production : Jerry A. Baerwitz, Mike Binder, Larry Brezner, James G. Robinson et Paul Schiff (en)
- Société de production : Morgan Creek Productions
- Société de distribution : Universal Pictures
- Musique : James Newton Howard
- Photographie : Reynaldo Villalobos (en)
- Montage : Paul Hirsch
- Décors : James J. Murakami
- Costumes : Deborah Lynn Scott
- Pays d'origine : États-Unis
- Langue : anglais
- Format : Couleurs - 2,35:1 - Dolby[2]
- Genre : Comédie dramatique
- Durée : 99 minutes[1]
- Date de sortie :
  -  États-Unis : 9 mars 1990[3]
  -  France : 1er août 1990[3]
- Lieux de tournage : Floride (Cape Coral, Fort Myers et St. Petersburg) et Caroline du Sud (Greenville et Spartanburg)[4]

## Distribution
- Patrick Dempsey (VF : Franck Baugin) : Bobby Libner
- Arye Gross (VF : Serge Faliu) : Buddy Libner
- Daniel Stern (VF : Jean-François Vlérick) : Marvin Libner
- Annabeth Gish (VF : Michèle Lituac) : Tammy
- Rita Taggart (VF : Nicole Favart) : Betty Libner
- Joseph Bologna (VF : Mario Santini) : oncle Phil
- Alan Arkin (VF : Serge Lhorca) : Fred Libner
- James Gammon (VF : Claude Joseph) : Dr Sturgeon
- Ray Lykins (VF : Philippe Vincent) : Rick
- Chris Lombardi : Raymond
- Josh Segal : Billy Sturgeon
- John Considine (VF : Yves Barsacq) : le professeur Kloppner
- Fred Ornstein (VF : Pierre Baton) : Barney
- Rod Swift : Finkelstein
- Don Sheldon : Fishing Buddy
- Edan Gross : Bobby (jeune)
- Michael Weiner : Buddy (jeune)
- Dean Jacobson : Marvin (jeune)

 Source et légende : version française (VF) sur RS Doublage et Doublagefrancophone

## Autour du film

### Erreur
La voiture dans le film est une Cadillac cabriolet, mais pas une Coupe de Ville, qui est une berline.

### Réception publique
Coupe de Ville n'a pas remporté un franc succès auprès du public. Lors de son week end d'ouverture, alors qu'il était projeté dans sept salles, il a réalisé une recette de 66 871 $. Il terminera son exploitation avec un bénéfice total de 715 983 $ au box-office. Le film est par ailleurs classé 201e film de l'année 1990.
Coupe de Ville est le troisième film en tant que réalisateur de Joe Roth. Il avait précédemment tourné Streets of Gold en 1986 et Les Tronches 2 (Revenge of the Nerds II: Nerds in Paradise) en 1987. À la différence de Coupe de Ville, ses deux précédents films avaient plutôt bien réussi leur parcours, puisque le premier avait réalisé une recette brute de 2 546 238 $ et le deuxième 30 063 289 $. Il poursuivra avec Couple de stars (2001), un autre succès, puisqu'il finit sa distribution avec 138 191 428 $, ce qui constitue, de plus, le plus gros succès dans la carrière de Joe Roth.

### Réception critique
Si, « bien loin d'être parfait », Coupe de Ville n'a « rien de spectaculairement original », certain lui trouve un « rythme doux et mélodieux » et un « bon fond ». Le jeu des acteurs a par ailleurs été apprécié du Time Out New York qui le décrit d'« intéressant ». En général, la critique n'a pas été très élogieuse envers cette comédie, mais elle l'a toutefois apprécié en tant que telle. Voici quelques critiques ayant été publiées.
Celle de Rita Kempley dans le The Washington Post :

« Coupe de Ville tourne autour d'une Cadillac, pimpant mais pas prétentieux, nostalgique mais pas excessif, impraticable comme les rêves adolescents. […] C'est un voyage sentimental et comique dans lequel s'engagent trois frères dont les jeunes égos sont aussi facilement blessés que les butoirs chromés d'antan. […] Coupe de Ville nous parle de l'amour de la route tout en conservant un rythme doux et mélodieux. Bien loin d'être parfait, ce film nous amène néanmoins là où il doit. »

Puis celle de Roger Ebert pour le Chicago Sun-Times :

« Coupe de Ville a un bon fond et plusieurs passages intéressants. […] Sa structure est parallèle à tous les road movies, avec des personnages au caractère bien trempé que les protagonistes rencontrent au long de leur chemin. Il y a une romance, diverses rencontres et des combats entre les frères et d'autres personnages. Le combat familial devient ennuyeux ici, particulièrement lorsque l'on sait que les trois frères doivent se réconcilier. Coupe de Ville a un style sans inspiration. Les prises sont simples. »

Et enfin, celle du Time Out New York :

« Rien de spectaculairement original dans le scénario, mais le jeu est, tout au long du film, intéressant et l'histoire si particulière. »

### Bande originale
Albums de James Newton Howard
Pretty Woman Descending Angel
Composée par James Newton Howard, voici les différentes pistes de la bande originale de Coupe de Ville (ASIN B00000EEY0), distribuée le 28 février 1990 par le label Capitol Records :
1. Louie Louie
2. Wanderer - Dion
3. I Only Have Eyes for You
4. Since I Lost My Baby - The Temptations
5. Speedo
6. Shout
7. Rubber Biscuit
8. Crying in the Rain
9. Transfusion - Nervous Norvus
10. Louie Louie (House Mix)